# Simulium euryadminiculum
Simulium euryadminiculum es una especie de insecto del género Simulium, familia Simuliidae, orden Diptera.
Fue descrita científicamente por Davies, 1949.